# Fernando Martínez (baseball)
Jesís Fernando Martínez Álvarez (né le 10 octobre 1988 à Río San Juan (en), María Trinidad Sánchez, République dominicaine) est un voltigeur des Ligues majeures de baseball. Il est présentement agent libre.

## Carrière

### Mets de New York
Fernando Martínez signe son premier contrat professionnel en 2005 avec les Mets de New York. Alors qu'il évolue en ligues mineures, le jeune joueur de champ extérieur dominicain est considéré deux années de suite par Baseball America comme le joueur d'avenir le plus prometteur dans l'organisation des Mets et celui démontrant le plus de puissance en offensive,.
Martínez fait ses débuts dans le baseball majeur avec les Mets le 26 mai 2009, à l'âge de seulement 20 ans, lorsque l'équipe new-yorkaise, décimée par les blessures, le rappelle des mineures au moment de placer Ryan Church et José Reyes sur la liste des joueurs blessés.
Martínez obtient ses deux premiers coups sûrs en carrière quelques jours après, le 30 mai, face à l'as lanceur des Marlins de la Floride, Josh Johnson. Il frappe son premier coup de circuit au plus haut niveau le 30 juin aux dépens de Todd Coffey des Brewers de Milwaukee.
En uniforme pour les Mets dans 29 parties en 2009 puis 7 matchs en 2010, Martínez s'aligne surtout pour les Bisons de Buffalo, club-école AAA des Mets dans la Ligue internationale, durant ces deux saisons. En 2011, il est rappelé des mineures pour 11 parties, durant lesquelles il réussit un circuit et récolte deux points produits.

### Astros de Houston
Le 11 janvier 2012, il est réclamé au ballottage par les Astros de Houston. Martínez joue 52 matchs au total pour Houston au cours des saisons 2012 et 2013, frappant pour ,225 avec 7 circuits et 17 points produits.

### Yankees de New York
Le 18 juin 2013, Martinez est échangé des Astros aux Yankees de New York en retour du lanceur droitier des ligues mineures Charles Basford. Incapable de connaître du succès à l'attaque dans les mineures avec les RedHawks d'Oklahoma City, le club-école des Astros, Martinez semble retrouver sa touche magique après l'échange, avec 27 coups sûrs en 22 matchs pour les RailRiders de Scranton. Il se retrouve toutefois sur la liste des joueurs blessés le 17 juillet.

#### Suspension pour dopage
Le 5 août 2013, Martínez est l'un des 13 joueurs suspendus pour dopage à la suite de l'affaire Biogenesis. Il écope de 50 matchs de suspension.